# Liste der denkmalgeschützten Objekte in Krems-Stein
Die Liste der denkmalgeschützten Objekte in Krems-Stein enthält die 102 denkmalgeschützten unbeweglichen Objekte des Stadtteils Stein der Statutarstadt Krems an der Donau in Niederösterreich.

## Denkmäler
| Foto |                 | Denkmal                                                                                       | Standort                                                   | Beschreibung | Metadaten |
| ---- | --------------- | --------------------------------------------------------------------------------------------- | ---------------------------------------------------------- | --- | --- |
| ja   | Datei hochladen | Wohnhaus HERIS-ID: 12826 Objekt-ID: 8985                                                      | Anton-Ebentheuer-Gasse 7 Standort KG: Stein                | | BDA-Hist.: Q38143277 Status: Bescheid Stand der BDA-Liste: 2025-06-30 Name: Wohnhaus GstNr.: .66                                                                                               |
| ja   | Datei hochladen | Friedhofskapelle HERIS-ID: 64705 Objekt-ID: 77447                                             | gegenüber Dr.-Karl-Dorrek-Straße 11 Standort KG: Stein     | | BDA-Hist.: Q38107898 Status: § 2a Stand der BDA-Liste: 2025-06-30 Name: Friedhofskapelle GstNr.: .318                                                                                          |
| ja   | Datei hochladen | Kunsthalle Krems, ehem. Tabakfabrik HERIS-ID: 59237 Objekt-ID: 70323                          | Dr.-Karl-Dorrek-Straße 2 Standort KG: Stein                | Mit Wolfgang Denk, dem ersten Direktor der Kunsthalle, entstand aus der 1852 errichteten Fabrik der Tabakregie im Stadtteil Stein von 1992 bis 1995 nach den Plänen des Architekten Adolf Krischanitz eine Ausstellungshalle für Kunst. | BDA-Hist.: Q1792410 Status: § 2a Stand der BDA-Liste: 2025-06-30 Name: Kunsthalle Krems, ehem. Tabakfabrik GstNr.: .255/2 Kunsthalle Krems                                                     |
| ja   | Datei hochladen | Wohnhäuser der Tabakregie HERIS-ID: 50657 Objekt-ID: 55842                                    | Dr.-Karl-Dorrek-Straße 20-26 Standort KG: Stein            | Die Wohnhäuser der Tabakregie bilden eine dreigeschoßige Anlage im Heimatstil, die 1914 und 1919 errichtet wurde. Sie besteht aus zwei Trakten mit Rieselputzfassaden. Die Fronten sind durch vorspringende Treppentürmchen und Risalite mit Schopfwalmgiebeln aufgelockert. | BDA-Hist.: Q38041485 Status: § 2a Stand der BDA-Liste: 2025-06-30 Name: Wohnhäuser der Tabakregie GstNr.: 122/3                                                                                |
| ja   | Datei hochladen | Ehem. Tabakfabrik/Donau-Universität HERIS-ID: 56976 Objekt-ID: 66641                          | Dr.-Karl-Dorrek-Straße 30 Standort KG: Stein               | Ein Teil der Universität für Weiterbildung Krems ist in der ehemaligen Tabakfabrik, einem charakteristischen Industriebau des beginnenden 20. Jahrhunderts, untergebracht. Der dreistöckige Stahlbetonskelettbau in der Formensprache eines „dritten Barock“ wurde zwischen 1919 und 1922 nach Plänen des Architekten Paul Hoppe errichtet und Anfang der 1990er-Jahre unter größtmöglicher Schonung der historischen Bausubstanz vom österreichischen Architekten Manfred Wehdorn umgestaltet. | BDA-Hist.: Q125401145 Status: Bescheid Stand der BDA-Liste: 2025-06-30 Name: Ehem. Tabakfabrik/Donau-Universität GstNr.: 169, .367 Ehemalige Tabakfabrik Stein/ Hauptgebäude Universität Krems |
| ja   | Datei hochladen | Bürgerhaus HERIS-ID: 12861 Objekt-ID: 9021                                                    | Dr.-Keckeis-Gasse 4 Standort KG: Stein                     | Das Bürgerhaus in der Dr.-Keckeis-Gasse 4 / Ecke Steiner Landstraße hat ein Doppelschopfwalmdach, eine gemalte Eckquaderung und eine mit 1558 bezeichnete Fassade. Anmerkung: Identadresse Steiner Landstraße 42 | BDA-Hist.: Q38144876 Status: Bescheid Stand der BDA-Liste: 2025-06-30 Name: Bürgerhaus GstNr.: .112                                                                                            |
| ja   | Datei hochladen | Bürgerhaus HERIS-ID: 12785 Objekt-ID: 8943                                                    | Eduard-Summer-Gasse 1 Standort KG: Stein                   | Das traufständige Bürgerhaus in der Eduard-Summer-Gasse 1 stammt im Kern aus dem 17. Jahrhundert. An der Front zur Donaulände sind Schlüsselscharten zu sehen. | BDA-Hist.: Q38141171 Status: Bescheid Stand der BDA-Liste: 2025-06-30 Name: Bürgerhaus GstNr.: .182/2 Eduard-Summer-Gasse 1 (Stein)                                                            |
| ja   | Datei hochladen | Bürgerhaus mit Turm HERIS-ID: 12786 Objekt-ID: 8944seit 2015                                  | Eduard-Summer-Gasse 2 Standort KG: Stein                   | Das Bürgerhaus stammt im Kern aus dem 16./17. Jahrhundert. | BDA-Hist.: Q38141242 Status: Bescheid Stand der BDA-Liste: 2025-06-30 Name: Bürgerhaus mit Turm GstNr.: .182/3 Stein Eduard-Summer-Gasse 2                                                     |
| ja   | Datei hochladen | Johannes-Nepomuk-Statue HERIS-ID: 64707 Objekt-ID: 77449                                      | Förthofer Donaulände 14 Standort KG: Stein                 | Die in einer Fassadennische stehende Johannes-Nepomuk-Statue stammt aus der Mitte des 18. Jahrhunderts. | BDA-Hist.: Q38107916 Status: Bescheid Stand der BDA-Liste: 2025-06-30 Name: Johannes-Nepomuk-Statue GstNr.: .461 Bildstock Nepomuk Förthof                                                     |
| ja   | Datei hochladen | Kath. Filialkirche, Förthof-Kapelle hl. Matthias HERIS-ID: 43603 Objekt-ID: 44233             | gegenüber Förthofstraße 9 Standort KG: Stein               | Die Filialkirche hl. Matthias, im Weiler Förthof flussaufwärts außerhalb der Stadtmauer gelegen, ist ein frühgotischer Saalbau mit Giebelreiter. Urkundlich erwähnt wurde sie 1280 als herrschaftliche Gründung durch Rapoto von Urvar. 1624 wurde die Kirche von Ferdinand II. als landesfürstliches Lehen eingezogen und dem Kloster Dürnstein übertragen. Seit 1783 ist sie eine Filiale der Pfarre Stein. | BDA-Hist.: Q38004203 Status: § 2a Stand der BDA-Liste: 2025-06-30 Name: Kath. Filialkirche, Förthof-Kapelle hl. Matthias GstNr.: .273 Förthofkapelle                                           |
| ja   | Datei hochladen | Eisenbahnstrecke der Wachauer Bahn HERIS-ID: 59305 Objekt-ID: 70506                           | Förthofstraße 2 Standort KG: Stein                         | Die Donauuferbahn wurde 1909 erbaut. Bei ihrer Erbauung wurde Wert auf den Landschaftsschutz gelegt und zu diesem Zweck der Maler und Denkmalpfleger Rudolf Matthias Pichler beigezogen. Geschützt ist vor allem die 34 Kilometer lange Strecke zwischen Krems und Emmersdorf, die ein Teil des UNESCO-Weltkultur- und -naturerbes Wachau ist. | BDA-Hist.: Q64026731 Status: Bescheid Stand der BDA-Liste: 2025-06-30 Name: Eisenbahnstrecke der Wachauer Bahn GstNr.: 1491/1, 1491/2, 1491/3, 1491/4, 1491/5, 1491/6, 1513/1                  |
| ja   | Datei hochladen | Aufnahmsgebäude Stein-Mautern der Wachauer Bahn HERIS-ID: 50654 Objekt-ID: 55821              | Förthofstraße 4 Standort KG: Stein                         | Der Bahnhof wurde mit der Donauuferbahn 1909 eröffnet. | BDA-Hist.: Q38041469 Status: Bescheid Stand der BDA-Liste: 2025-06-30 Name: Aufnahmsgebäude Stein-Mautern der Wachauer Bahn GstNr.: 1513/1 Aufnahmsgebäude Stein-Mautern der Wachauer Bahn     |
| ja   | Datei hochladen | Bahnhof Stein-Mautern, Gütermagazin mit Laderampe HERIS-ID: 111987 Objekt-ID: 130026seit 2013 | Förthofstraße 2 Standort KG: Stein                         | Das Gütermagazin mit Laderampe ist Teil des 1909 eröffneten Bahnhofs der Donauuferbahn. | BDA-Hist.: Q37828041 Status: Bescheid Stand der BDA-Liste: 2025-06-30 Name: Bahnhof Stein-Mautern, Gütermagazin mit Laderampe GstNr.: 1513/1 Bahnhof Stein-Mautern, Gütermagazin mit Laderampe |
| ja   | Datei hochladen | Figur hl. Sebastian HERIS-ID: 64706 Objekt-ID: 77448                                          | Förthofstraße 7 Standort KG: Stein                         | Die lebensgroße Statue des hl. Sebastian stammt aus der zweiten Hälfte des 18. Jahrhunderts. | BDA-Hist.: Q38107907 Status: Bescheid Stand der BDA-Liste: 2025-06-30 Name: Figur hl. Sebastian GstNr.: .472                                                                                   |
| ja   | Datei hochladen | Förthof HERIS-ID: 60367 Objekt-ID: 72651                                                      | Förthofstraße 15 Standort KG: Stein                        | Der Förthof ist eine ausgedehnte, vierflügelige Anlage um einen trapezförmigen Hof. Der heutige Komplex stammt im Kern aus der zweiten Hälfte des 16. Jahrhunderts. Das Anwesen wurde 1220 urkundlich erwähnt. Ab 1530 war es im Besitz der Familie Aspern von Haag und wurde in der Folge stark umgebaut. Die dreigeschoßige und sechsachsige Westfront verfügt über unterkehlte Fenstersohlbänke und Reste ornamentaler Malereien aus dem späten 16. Jahrhundert. Der zweigeschoßige, runde Eckerker im Südwesten wurde später erneuert. Hofseitig gibt es im Westen Erdgeschoßarkaden. Einzelne Räume haben Kreuzgratgewölbe. | BDA-Hist.: Q38091674 Status: Bescheid Stand der BDA-Liste: 2025-06-30 Name: Förthof GstNr.: .466, .465, .468 Förthof                                                                           |
| ja   | Datei hochladen | Frauenbergkirche Mariae Himmelfahrt HERIS-ID: 11031 Objekt-ID: 7100                           | Frauenberg 23 Standort KG: Stein                           | Die Frauenbergkirche ist ein gotischer Bau aus dem 14. Jahrhundert, der nach der Restaurierung 1963–1965 als Denkmal der Gefallenen der beiden Weltkriege gewidmet ist. | BDA-Hist.: Q1451602 Status: § 2a Stand der BDA-Liste: 2025-06-30 Name: Frauenbergkirche Mariae Himmelfahrt GstNr.: .94/2, .94/1, .94/3 Frauenbergkirche Krems (Stein)                          |
| ja   | Datei hochladen | Südöstliche Bastei der Steiner Stadtbefestigung HERIS-ID: 111952 Objekt-ID: 129989seit 2013   | bei Göttweigerhofgasse 6 Standort KG: Stein                | In der Göttweigerhofgasse sind Reste der mittelalterlichen Stadtbefestigung erhalten. | BDA-Hist.: Q37827840 Status: § 9-Feststellung Bodendenkmal Stand der BDA-Liste: 2025-06-30 Name: Südöstliche Bastei der Steiner Stadtbefestigung GstNr.: 95                                    |
| ja   | Datei hochladen | Göttweiger Hof HERIS-ID: 12804 Objekt-ID: 8962                                                | Göttweigerhofgasse 7 Standort KG: Stein                    | Der Göttweigerhof ist ein mehrflügeliger Komplex mit Kapelle, der um einen weiten unregelmäßigen Hof angelegt ist. Nach einer urkundlichen Erwähnung als Lehen, die auf das Jahr 1083 verweist, wurde das Anwesen 1286 als Hof erwähnt. Er diente lange Zeit als Verwaltungszentrum des Grundbesitzes von Stift Göttweig. Seit 1839 ist er nicht mehr im Stiftsbesitz. | BDA-Hist.: Q38142285 Status: Bescheid Stand der BDA-Liste: 2025-06-30 Name: Göttweiger Hof GstNr.: .140/1, .498, .140/4, 91/1, .140/2, .140/3 Göttweiger Hof, Stein an der Donau               |
| ja   | Datei hochladen | Wohnhaus HERIS-ID: 10894 Objekt-ID: 6959                                                      | Hintere Fahrstraße 2 Standort KG: Stein                    | Das Wohnhaus in der Hinteren Fahrstraße 2 ist ein schlichter Bau mit einem Kern aus dem 16. Jahrhundert. | BDA-Hist.: Q38084700 Status: Bescheid Stand der BDA-Liste: 2025-06-30 Name: Wohnhaus GstNr.: .65                                                                                               |
| ja   | Datei hochladen | Ehem. Hauerhof HERIS-ID: 12810 Objekt-ID: 8968                                                | Hintere Fahrstraße 11 Standort KG: Stein                   | Der ehemalige Hauerhof stammt im Kern aus dem 15./16. Jahrhundert. Er hat eine neunachsige, gekrümmte, zweigeschoßige Front, einen Dachboden und eine hohe Steinmauer. Die Fassade des Obergeschoßes wurde im späten 18. Jahrhundert mit Lisenen und Plattenstildekor ausgeführt. Der Bau verfügt außerdem über profilierte Fenstergewände an der Seitenfassade. | BDA-Hist.: Q38142525 Status: Bescheid Stand der BDA-Liste: 2025-06-30 Name: Ehem. Hauerhof GstNr.: .59                                                                                         |
| ja   | Datei hochladen | Kleiner Passauerhof HERIS-ID: 12887 Objekt-ID: 9047                                           | Hintere Fahrstraße 22 Standort KG: Stein                   | Der kleine Passauerhof ist eine dreigeschoßige Anlage, bezeichnet mit 1573, mit Rundzinnen und einer erkerartigen Eckzinnenbekrönung. Die Fassade des 16. Jahrhunderts ist mit profilierten Fensterverdachungen und -gewänden ausgeführt. Im Putz ist eine Eckquaderung zu sehen. An der Ostseite erhebt sich ein Anbau mit dem Schornstein einer ehemaligen Rauchküche. Der Bau ist durch ein abgefastes Rundbogenportal zugänglich. Im Inneren befindet sich ein stichkappentonnengewölbter Saal, der über acht seitliche toskanische Dreiviertelsäulen verfügt, die möglicherweise aus dem Jahr 1573 stammen. | BDA-Hist.: Q38146492 Status: Bescheid Stand der BDA-Liste: 2025-06-30 Name: Kleiner Passauerhof GstNr.: .88/1                                                                                  |
| ja   | Datei hochladen | Mariensäule HERIS-ID: 59240 Objekt-ID: 70330                                                  | bei Johann-Michael-Ehmann-Platz 3 Standort KG: Stein       | Die Mariensäule auf dem Johann-Michael-Ehmann-Platz wurde 1744 errichtet. Sie hat einen konkaven Unterbau, darauf einen Volutensockel mit Reliefs der hll. Rosalia und Florian, flankiert von Figuren der hll. Rochus und Sebastian sowie eine bekrönende Figur Maria Immaculata auf der Wolkenbank. | BDA-Hist.: Q38086424 Status: § 2a Stand der BDA-Liste: 2025-06-30 Name: Mariensäule GstNr.: 1434                                                                                               |
| ja   | Datei hochladen | Wohnhaus mit Rauchküche HERIS-ID: 12817 Objekt-ID: 8976                                       | Johann-Michael-Ehmann-Platz 2 Standort KG: Stein           | Das Wohnhaus am Johann-Michael-Ehmann-Platz 2 ist ein vierflügeliger, zwei- und dreigeschoßiger, um einen Hof angelegter Bau mit einer zum Platz hin schmalen und rechtwinkelig geknickten Front, einem Segmentbogenportal und einer zur Donaulände hin geknickten Front. Das Haus ist durch ein abgewalmtes Dach gedeckt. Die Fassade wurde in der ersten Hälfte des 19. Jahrhunderts durch Putzbänder gegliedert. An der Südwestecke befinden sich im Erdgeschoß runde Verstärkungen, sogenannte Wasserpfeiler. Der Flur und die Räume im Erdgeschoß sind tonnengewölbt. Der kleine Hof verfügt über zum Teil abgemauerte Säulenarkaden aus dem frühen 17. Jahrhundert. Ebenfalls im Erdgeschoß befindet sich eine ehemalige Rauchküche. Die Obergeschoßräume haben Tonnengewölbe mit Stichkappen und Stuckgraten aus der zweiten Hälfte des 16. Jahrhunderts sowie Flachdecken mit ovalen Stuckmedaillons aus der Zeit um 1800. | BDA-Hist.: Q38142684 Status: Bescheid Stand der BDA-Liste: 2025-06-30 Name: Wohnhaus mit Rauchküche GstNr.: .216                                                                               |
| ja   | Datei hochladen | Wohnhaus mit Pfeiler der Stadtmauer HERIS-ID: 12818 Objekt-ID: 8977                           | Johann-Michael-Ehmann-Platz 4 Standort KG: Stein           | Das zweigeschoßige, siebenachsige Wohnhaus stammt aus der zweiten Hälfte des 18. Jahrhunderts. Im Erdgeschoß sind Fensterkörbe aus dem späten 18. Jahrhundert zu sehen. Die Fenster im Obergeschoß haben spätbarocke Putzparapete. | BDA-Hist.: Q38142707 Status: Bescheid Stand der BDA-Liste: 2025-06-30 Name: Wohnhaus mit Pfeiler der Stadtmauer GstNr.: .219                                                                   |
| ja   | Datei hochladen | Ehem. Donaudampfschifffahrtsagentur HERIS-ID: 12573 Objekt-ID: 8719                           | Ludwig-von-Köchel-Platz 2 Standort KG: Stein               | Der dreigeschoßige Bau aus der Zeit um 1870 hat flache Eckrisaliten und zur Donau hin einen polygonalen Eckturm. | BDA-Hist.: Q38133643 Status: Bescheid Stand der BDA-Liste: 2025-06-30 Name: Ehem. Donaudampfschifffahrtsagentur GstNr.: .174                                                                   |
| ja   | Datei hochladen | Wohnhausanlage der Tabakregie HERIS-ID: 16989 Objekt-ID: 13258seit 2019                       | Martin-Johann-Schmidt-Straße 1, 3, 5, 7 Standort KG: Stein | Für die in der 1918 errichteten Tabakfabrik beschäftigten Menschen wurden acht Arbeiterwohnhäuser und ein Beamtenwohnhaus mit insgesamt 171 Wohnungen geschaffen. | BDA-Hist.: Q105411898 Status: Bescheid Stand der BDA-Liste: 2025-06-30 Name: Wohnhausanlage der Tabakregie GstNr.: .378, .379, .380, .381, .382, .383/1, .383/2, .383/3, 137/4                 |
| ja   | Datei hochladen | Bürgerhaus, Wohnhaus des Adam Rudroff HERIS-ID: 12848 Objekt-ID: 9007seit 2012                | Minoritenplatz 1 Standort KG: Stein                        | Das ehemalige Wohnhaus des Adam Rudroff ist ein Eckhaus an der Steiner Landstraße mit einem tiefen Flügel zum Minoritenplatz. Es verfügt über ein Dachspeichergeschoß und ein Schopfwalmdach. Vom Baukern der ersten Hälfte des 16. Jahrhunderts ist eine spätgotische, profilierte Luke sichtbar. An der gesamten Wandfläche ist eine Sgraffitoquaderung aus der Zeit um 1700 erhalten. Im Erdgeschoß liegt eine weite tonnengewölbte Querhalle mit einer eingemauerten toskanischen Säule aus dem späten 16. Jahrhundert. Platzseitig befindet sich im lang gestreckten Hofflügel ein Kellerstöckl, das im Kern aus dem frühen 17. Jahrhundert stammt. | BDA-Hist.: Q38144477 Status: Bescheid Stand der BDA-Liste: 2025-06-30 Name: Bürgerhaus, Wohnhaus des Adam Rudroff GstNr.: .131                                                                 |
| ja   | Datei hochladen | ehem. Minoritenkloster HERIS-ID: 12816 Objekt-ID: 8975                                        | Minoritenplatz 4 Standort KG: Stein                        | Das zweigeschoßige, vierflügelige Kloster ist um einen annähernd quadratischen Hof angelegt und im Norden an die Minoritenkirche angebaut. Beim Bau in der ersten Hälfte des 18. Jahrhunderts wurden Bauteile des Spätmittelalters und des frühen 17. Jahrhunderts verwendet. An dem nach Westen vorragenden Flügel zeigt sich die Fassade zum Minoritenplatz mit giebelbekröntem Mittelrisalit, Lisenengliederung und Sockelbänderung. Im Erdgeschoß gibt es Fenstergewände des frühen 17. Jahrhunderts. Ebenfalls im Erdgeschoß liegt im Inneren hofseitig ein vorgelegter Gang mit Flachdecke und Putzschnittdekor. Von der Ausstattung aus der Bauzeit sind hölzerne Türgewände erhalten. | BDA-Hist.: Q38142657 Status: § 2a Stand der BDA-Liste: 2025-06-30 Name: ehem. Minoritenkloster GstNr.: 84                                                                                      |
| ja   | Datei hochladen | Ehem. Minoritenkirche HERIS-ID: 34283 Objekt-ID: 32433                                        | Minoritenplatz 5 Standort KG: Stein                        | Die ehemalige Minoritenkirche ist eine spätromanische/frühgotische Basilika mit erhöhtem, einschiffigem, gotischen Langchor und Südturm. Die 1264 geweihte Kirche schließt an die Südseite des ehemaligen Klosters an. Mit der Aufhebung des Klosters im Jahre 1796 wurde auch die Kirche profaniert. Sie wird seit einer Restaurierung in den frühen 1950er-Jahren als Ausstellungsraum genutzt. | BDA-Hist.: Q26344339 Status: § 2a Stand der BDA-Liste: 2025-06-30 Name: Ehem. Minoritenkirche GstNr.: .133 Minoritenkirche, Stein an der Donau                                                 |
| ja   | Datei hochladen | Johannes-Nepomuk-Denkmal HERIS-ID: 12822 Objekt-ID: 8981                                      | bei Rathausplatz 1 Standort KG: Stein                      | Das barocke Johannes-Nepomuk-Denkmal am Rathausplatz wurde 1715 errichtet. Die Figur des Heiligen steht unter einem durchbrochenen, dreiseitigen Baldachin, der auf kompositen Säulen ruht. An den Postamenten sind Engelsfiguren zu sehen und im Baldachin Putten mit Strahlenkranz. | BDA-Hist.: Q38142924 Status: § 2a Stand der BDA-Liste: 2025-06-30 Name: Johannes-Nepomuk-Denkmal GstNr.: 1430 Johannes Nepomuk, Rathausplatz, Stein an der Donau                               |
| ja   | Datei hochladen | Steiner Rathaus HERIS-ID: 12824 Objekt-ID: 8983                                               | Rathausplatz 2 Standort KG: Stein                          | Das 1701 hierher verlegte Rathaus verfügt über einen stattlichen, zweigeschoßigen Baukörper. Die Fassadengestaltung mit Lisenen sowie mit Plattenstil- und Zopfdekor geht auf einen Umbau von 1779 unter Baumeister Johann Michael Ehmann zurück. An der Hauptfront befindet sich ein dreiachsiger, dreieckübergiebelter Mittelrisalit mit Obergeschoßlisenen über Konsolen, Kordongesims und plastischen Fensterverdachungen. An den Seitenfronten sind halbkreisförmige Blendgiebel zu sehen. Im Inneren liegt ein Stiegenaufgang mit spätbarocker, volutenbekrönter Brüstung. Der Festsaal hat eine reiche Stuckdecke aus der Zeit um 1740/1750, die vermutlich von Johann Michael Flor angefertigt wurde. Zur weiteren Ausstattung zählt ein barocker Kachelofen mit Reliefs des Königs David und des Urteils Salomos. | BDA-Hist.: Q38143134 Status: § 2a Stand der BDA-Liste: 2025-06-30 Name: Steiner Rathaus GstNr.: .180 Rathaus Stein an der Donau                                                                |
| ja   | Datei hochladen | Miethaus, ehem. Gerberei HERIS-ID: 17027 Objekt-ID: 13298                                     | Ringstraße 74 Standort KG: Stein                           | | BDA-Hist.: Q37833546 Status: Bescheid Stand der BDA-Liste: 2025-06-30 Name: Miethaus, ehem. Gerberei GstNr.: .247/2                                                                            |
| ja   | Datei hochladen | Fischerturm HERIS-ID: 12928seit 2023                                                          | Schürerplatz 1 Standort KG: Stein                          | | BDA-Hist.: Q105412061 Status: § 2a Stand der BDA-Liste: 2025-06-30 Name: Fischerturm GstNr.: .199 Fischerturm, Stein an der Donau                                                              |
| ja   | Datei hochladen | Wohnhaus HERIS-ID: 12929 Objekt-ID: 9089                                                      | Schürerplatz 2 Standort KG: Stein                          | Das Wohnhaus am Schürerplatz 2 hat zur Donau hin eine lang gestreckte Hauptfront mit Dreieckgiebel und einem Balkongitter, bezeichnet mit 1798. Die Lisenengliederung der Fassade geht auf das späte 18. Jahrhundert zurück. Im Erdgeschoß befindet sich eine Halle aus der Zeit um 1600 mit einer breiten Stichkappentonne. | BDA-Hist.: Q38148862 Status: § 2a Stand der BDA-Liste: 2025-06-30 Name: Wohnhaus GstNr.: .200                                                                                                  |
| ja   | Datei hochladen | Bürgerhaus, Ehem. Gasthof "Zur Goldenen Sonne" HERIS-ID: 12931 Objekt-ID: 9091                | Schürerplatz 6 Standort KG: Stein                          | Das breit gelagerte Eckhaus am Schürerplatz 6 hat einen Baukern aus dem 15./16. Jahrhundert. Der hohe, geböschte und genutete Sockel ist zugleich das Erdgeschoß. Darüber liegen weitere zwei Geschoße, die von einem Doppelschopfdach gedeckt sind. Zum Platz hin sind dreiachsige Arkaden mit abgefasten Pfeilern aus der ersten Hälfte des 16. Jahrhunderts zu sehen. Im Inneren gibt es Räume mit Tonnen- und Kreuzgratgewölben. | BDA-Hist.: Q38148898 Status: Bescheid Stand der BDA-Liste: 2025-06-30 Name: Bürgerhaus, Ehem. Gasthof "Zur Goldenen Sonne" GstNr.: .201                                                        |
| ja   | Datei hochladen | Brunnen HERIS-ID: 12937 Objekt-ID: 9097                                                       | bei Schürerplatz 6 Standort KG: Stein                      | In der Mitte des Schürerplatzes befindet sich ein schlichter Brunnen. | BDA-Hist.: Q38149022 Status: § 2a Stand der BDA-Liste: 2025-06-30 Name: Brunnen GstNr.: 1433                                                                                                   |
| ja   | Datei hochladen | Bürgerhaus HERIS-ID: 12932 Objekt-ID: 9092                                                    | Schürerplatz 7 Standort KG: Stein                          | Die dreiachsige barocke Fassade wurde um 1740 mit Lisenen und barocken Fensterverdachungen gestaltet. In einer Rundbogennische befindet sich eine Maria-Immaculata-Statue aus derselben Zeit, die Johann Michael Schmidt zugeschrieben wird. Der Flur des Hauses ist kreuzgratgewölbt. | BDA-Hist.: Q38148936 Status: Bescheid Stand der BDA-Liste: 2025-06-30 Name: Bürgerhaus GstNr.: .202                                                                                            |
| ja   | Datei hochladen | Sog. Mazzettihaus HERIS-ID: 12933 Objekt-ID: 9093                                             | Schürerplatz 8 Standort KG: Stein                          | Das sogenannte Mazzettihaus – ein palaisartiges Eckhaus mit reich dekorierten, dreigeschoßigen, fünfachsigen Fassaden zur Landstraße und zum Platz – wurde 1719/1720 für Bürgermeister Jakob Oswald von Mayreck erbaut. Das Erdgeschoß ist gequadert. Das Hauptgeschoß verfügt über Bandelwerkstuck in Parapetfeldern und Fensterverdachungen auf Konsolen mit alternierenden Kompositgiebeln und kolossale Eckpilaster. Die Mittelachse der Platzfront ist durch eine Portal-Fenstergruppe betont. Im Obergeschoß gibt es Räume mit Stuckspiegeln. Der Festsaal ist mit figuralem Deckenstuck aus der Zeit um 1720 ausgestattet. | BDA-Hist.: Q38148956 Status: Bescheid Stand der BDA-Liste: 2025-06-30 Name: Sog. Mazzettihaus GstNr.: .203                                                                                     |
| ja   | Datei hochladen | Bürgerhaus HERIS-ID: 12935 Objekt-ID: 9095                                                    | Schürerplatz 10 Standort KG: Stein                         | Das dreigeschoßige, sechsachsige, in vier Achsen vorspringende Bürgerhaus am Schürerplatz 10 ist durch ein Mansardenwalmdach gedeckt. Seine spätbarocke Fassade ist durch eine Bänderung im Erdgeschoß und durch große Lisenen in den Obergeschoßen gegliedert. Die Räume im Erdgeschoß verfügen über Tonnen- und Platzlgewölbe. | BDA-Hist.: Q38148975 Status: § 2a Stand der BDA-Liste: 2025-06-30 Name: Bürgerhaus GstNr.: .196                                                                                                |
| ja   | Datei hochladen | Stöckl HERIS-ID: 12936 Objekt-ID: 9096seit 2017                                               | Schürerplatz 11 Standort KG: Stein                         | | BDA-Hist.: Q38148985 Status: Bescheid Stand der BDA-Liste: 2025-06-30 Name: Stöckl GstNr.: .197, 1433                                                                                          |
| ja   | Datei hochladen | Haus des Steiner Ruderclubs HERIS-ID: 64710 Objekt-ID: 77453                                  | Sepp-Puchinger-Promenade (Ruderklub) Standort KG: Stein    | Das Vereinshaus des Steiner Ruderclubs wurde ab 1926 erbaut. | BDA-Hist.: Q38107934 Status: § 2a Stand der BDA-Liste: 2025-06-30 Name: Haus des Steiner Ruderclubs GstNr.: 1489/7, 1489/8                                                                     |
| ja   | Datei hochladen | Wohnhaus HERIS-ID: 34281 Objekt-ID: 32425                                                     | Dr.-Keckeis-Gasse 1 Standort KG: Stein                     | | BDA-Hist.: Q37957120 Status: Bescheid Stand der BDA-Liste: 2025-06-30 Name: Wohnhaus GstNr.: .169                                                                                              |
| ja   | Datei hochladen | Ehem. Salzstadl, Bürohaus Spindelberger HERIS-ID: 12846 Objekt-ID: 9005                       | Steiner Donaulände 34 Standort KG: Stein                   | In der Steiner Landstraße 27 und 27 a befinden sich zwei mächtige, zweigeschoßige Salzspeicherbauten mit hohen Schopfwalmdächern, die im Kern aus dem 16. Jahrhundert stammen. Die hohen Speichergeschoßen verfügen über faschengegliederte Querluken und Rundbogenöffnungen und rot-weiße Ortsteinmalerei. In der Front zur Salzamtgasse befindet sich ein zugemauertes Spitzbogentor des 15. Jahrhunderts. Das Innere wurde im 19. Jahrhundert und in jüngster Zeit umgebaut. | BDA-Hist.: Q38144275 Status: Bescheid Stand der BDA-Liste: 2025-06-30 Name: Ehem. Salzstadl, Bürohaus Spindelberger GstNr.: .161/2                                                             |
| ja   | Datei hochladen | Bürgerhaus, ehem. Gasthof „Goldener Elefant“ HERIS-ID: 12870 Objekt-ID: 9030                  | Steiner Donaulände 56 Standort KG: Stein                   | Ein mächtiger Baukörper zwischen Landstraße und Donaulände, dessen Bausubstanz bis ins 15. Jahrhundert zurück reicht. Zur Landstraße hin gibt es eine Obergeschoßgliederung durch Putzbänder und die Altane donauländeseitig wurde um 1835/1840 errichtet. Aktuell (2018) wird das Gebäude als Haus der Regionen von der Kultur.Region.Niederösterreich genutzt. | BDA-Hist.: Q38145433 Status: Bescheid Stand der BDA-Liste: 2025-06-30 Name: Bürgerhaus, ehem. Gasthof „Goldener Elefant“ GstNr.: .176                                                          |
| ja   | Datei hochladen | Steiner Frauenbergstiege HERIS-ID: 12792 Objekt-ID: 8950                                      | bei Steiner Frauenbergstiege 2 Standort KG: Stein          | Die steile Treppe führt zur ehemaligen Frauenbergkirche. | BDA-Hist.: Q38141828 Status: § 2a Stand der BDA-Liste: 2025-06-30 Name: Steiner Frauenbergstiege GstNr.: .240                                                                                  |
| ja   | Datei hochladen | Bildstock HERIS-ID: 64664 Objekt-ID: 77405                                                    | vor Steiner Landstraße 4 Standort KG: Stein                | Der Bildstock gegenüber der Strafvollzugsanstalt ist ein wuchtiger Achtseitpfeiler mit zwei reliefierten Wappen, bezeichnet mit 1610. Am Quaderaufsatz sind Reliefdarstellungen des Ölbergs, der Geißelung, der Kreuztragung und der Kreuzigung zu sehen. Nach dem Dreißigjährigen Krieg wurde er mit einer Inschrift laut Erlass Ferdinands III. versehen. | BDA-Hist.: Q38107788 Status: § 2a Stand der BDA-Liste: 2025-06-30 Name: Bildstock GstNr.: 1456/1 Bildstock, Steiner Landstraße                                                                 |
| ja   | Datei hochladen | Anlage Strafvollzugsanstalt Stein HERIS-ID: 112059 Objekt-ID: 130110seit 2017                 | Steiner Landstraße 4 Standort KG: Stein                    | Das Gebäude der Justizanstalt wurde von 1839 bis 1843 als Redemptoristinnenkloster errichtet. Nach dessen Aufhebung 1848 wurde es 1852 für den heutigen Verwendungszweck adaptiert und in der Folge mehrfach ausgebaut. Straßenseitig erstreckt sich ein langer dreigeschoßiger Trakt mit übergiebeltem Mittelrisalit aus dem ersten Viertel des 20. Jahrhunderts. Daran anschließend liegt das durch seine schmale und hohe Kapellenfront akzentuierte, zweigeschoßige, ehemalige Klostergebäude. Die dreijochige Kapelle hat Platzlgewölbe mit Gewölbe- und Wandmalereien aus der Bauzeit, die zum Teil zerstört wurden. Das dreigeschoßige Gefangenenhaus, erbaut 1870–1873, erhebt sich über einem kreuzförmigen Grundriss mit kurzem Verwaltungstrakt und drei von einem zentralen Oktogon ausgehenden Zelltrakten. Die Laufgänge sind als Gusseisenkonstruktionen ausgeführt. Eine Kirche von 1873 liegt in den Obergeschoßen des Verwaltungstraktes. Diese verfügt über einen Rechtecksaal mit Holzkassettendecke, eine Empore und Rundbogenfenster mit schlichten ornamentalen Scheiben. Die Einrichtung, zu der ein Ädikular, eine Orgel und die originalen Kirchenbänke zählen, stammt aus der Bauzeit. Am Altarblatt ist ein Bildnis des Guten Hirten zu sehen, das mit C. Madjera 1873 bezeichnet ist. Zur weiteren Ausstattung zählt ein barockes Kruzifix. Anmerkung: Die Kirche war bis 2020 als eigenes Objekt ausgewiesen | BDA-Hist.: Q37828319 Status: Bescheid Stand der BDA-Liste: 2025-06-30 Name: Anlage Strafvollzugsanstalt Stein GstNr.: .253/2, .254 Justizanstalt Stein                                         |
| ja   | Datei hochladen | Stadtturm, Kremser Tor HERIS-ID: 245246seit 2023                                              | Steiner Landstraße 11 Standort KG: Stein                   | | BDA-Hist.: Q105412198 Status: § 2a Stand der BDA-Liste: 2025-06-30 Name: Stadtturm, Kremser Tor GstNr.: .142 Kremser Tor, Stein an der Donau                                                   |
| ja   | Datei hochladen | Freihof, Gleinker Hof HERIS-ID: 12834 Objekt-ID: 8993seit 2017                                | Steiner Landstraße 14 Standort KG: Stein                   | Der im Kern auf das frühe 15. Jahrhundert datierte Gleinker Hof, 1483 urkundlich erwähnt, ist ein zweigeschoßiger Eckbau mit Dachspeichergeschoß und Doppelschopfdach, einer schlichten Fassadierung aus der ersten Hälfte des 17. Jahrhunderts und einem erkerartigen Vorsprung mit spätgotisch profilierter Konsole aus dem ersten Viertel des 16. Jahrhunderts. Hofseitig verfügt das Vorderhaus über ein hölzernes Dachspeichergeschoß mit Schopfwalmdach, das einst als Salzspeicher gedient haben könnte. Im Innere befindet sich unter anderem eine dreiläufige Treppe mit Kreuzgratgewölbe. | BDA-Hist.: Q38143762 Status: Bescheid Stand der BDA-Liste: 2025-06-30 Name: Freihof, Gleinker Hof GstNr.: .141, 93/2                                                                           |
| ja   | Datei hochladen | Bürgerhaus HERIS-ID: 12835 Objekt-ID: 8994                                                    | Steiner Landstraße 16 Standort KG: Stein                   | Das Bürgerhaus in der Steiner Landstraße 16 ist von einem Walmdach gedeckt. Der Bau hat einen Kern aus dem frühen 17. Jahrhundert. Die schlichte Fassadengestaltung geht auf die Mitte des 19. Jahrhunderts zurück und wurde danach teilweise erneuert. Im Jahr 1945 erfolgte eine Aufstockung. Im Erdgeschoß liegen zwei tiefe Räume senkrecht zur Straße, einer davon ist durch eine Stichkappentonne gewölbt. Der schmale Rechteckhof ist heute zugemauert. Im ersten Obergeschoß befindet sich ein gratgewölbter Arkadengang aus dem frühen 17. Jahrhundert mit toskanischen Säulchen. Im Obergeschoß liegen Räume mit Kreuzgratgewölben und angeputzten Bändern. | BDA-Hist.: Q38143823 Status: Bescheid Stand der BDA-Liste: 2025-06-30 Name: Bürgerhaus GstNr.: .139                                                                                            |
| ja   | Datei hochladen | Bürgerhaus HERIS-ID: 12838 Objekt-ID: 8997                                                    | Steiner Landstraße 19 Standort KG: Stein                   | Das Bürgerhaus in der Steiner Landstraße 19 ist ein dreigeschoßiger, fünfachsiger Bau mit Ortstein- und Kordonbandgliederung. Das Haus wird von einem Walmdach gedeckt. Die Fassadierung ist in Formen des 17. Jahrhunderts ausgeführt. Die Fenstersohlbänke und profilierten Gewände im ersten Obergeschoß stammen vom Baukern des späten 16. Jahrhunderts. Aus der Zeit um 1740/1743 stammt die Rokokostatue der Maria Immaculata in Bandelwerkrahmung, die Jakob Christoph Schletterer zugeschrieben wird. Im Erdgeschoß liegt eine zweischiffige und zweijochige Halle mit Kreuzgratgewölben auf Quaderpfeilern. Der ehemalige Arkadenhof ist durch Einbauten verstellt. | BDA-Hist.: Q38143930 Status: Bescheid Stand der BDA-Liste: 2025-06-30 Name: Bürgerhaus GstNr.: .156                                                                                            |
| ja   | Datei hochladen | Bürgerhaus HERIS-ID: 12840 Objekt-ID: 8999                                                    | Steiner Landstraße 21 Standort KG: Stein                   | Das Bürgerhaus in der Steiner Landstraße 21 ist ein zwei- bis dreigeschoßiges, durch Kordonbänder und Lisenen gegliedertes Haus aus dem späten 18. Jahrhundert mit einem Kern aus dem letzten Drittel des 16. Jahrhunderts. Sein Hinterhaus hat zwei Seitenrisalite in Neorenaissanceformen aus dem dritten Viertel des 19. Jahrhunderts. Der Durchgangsflur ist tonnengewölbt. | BDA-Hist.: Q38143972 Status: Bescheid Stand der BDA-Liste: 2025-06-30 Name: Bürgerhaus GstNr.: .157                                                                                            |
| ja   | Datei hochladen | Bürgerhaus HERIS-ID: 12842 Objekt-ID: 9001                                                    | Steiner Landstraße 23 Standort KG: Stein                   | Das Bürgerhaus in der Steiner Landstraße 10 erhebt sich über einem Kellergeschoß und ist von einem Schopfwalmdach gedeckt. Seine schlichte Fassadierung und sein Korbbogenportal mit Lunettengitter gehen auf die Zeit um 1800 zurück. Es trägt ein skulpturiertes Steinwappen, das mit 1609 bezeichnet ist. Das Hinterhaus hat eine schlichte, erneuerte Fassade aus dem späten 18. Jahrhundert. Im Hof verlaufen zwei Arkaden mit Platzlgewölben. Im Erdgeschoß liegt eine weite, platzlgewölbte Halle. | BDA-Hist.: Q38144066 Status: Bescheid Stand der BDA-Liste: 2025-06-30 Name: Bürgerhaus GstNr.: .158                                                                                            |
| ja   | Datei hochladen | Ehem. Melker Hof HERIS-ID: 12844 Objekt-ID: 9003                                              | Steiner Landstraße 25 Standort KG: Stein                   | Der ehemalige Melker Hof ist ein zweigeschoßiger Bau mit Walmdach. Im Kern stammt er wahrscheinlich aus dem späten 16. Jahrhundert. Das Hinterhaus ist zweigeschoßig und wurde bereits in der Mitte des 16. Jahrhunderts errichtet. | BDA-Hist.: Q38144167 Status: Bescheid Stand der BDA-Liste: 2025-06-30 Name: Ehem. Melker Hof GstNr.: .159 Melker Hof (Stein)                                                                   |
| ja   | Datei hochladen | Bürgerhaus HERIS-ID: 12845 Objekt-ID: 9004seit 2012                                           | Steiner Landstraße 26 Standort KG: Stein                   | Das Bürgerhaus in der Steiner Landstraße 26 ist ein Eckbau zum Minoritenplatz. Es verfügt über eine lisenengegliederte Fassade des 18. Jahrhunderts. Sein Baukern geht auf das späte 16. Jahrhundert zurück. Seine Holzveranda wurde Ende des 19. Jahrhunderts gebaut. | BDA-Hist.: Q38144229 Status: Bescheid Stand der BDA-Liste: 2025-06-30 Name: Bürgerhaus GstNr.: .134/1, 89                                                                                      |
| ja   | Datei hochladen | Ehem. Salzstadl HERIS-ID: 12847 Objekt-ID: 9006                                               | Steiner Landstraße 27 Standort KG: Stein                   | In der Steiner Landstraße 27 und 27 a befinden sich zwei mächtige, zweigeschoßige Salzspeicherbauten mit hohen Schopfwalmdächern, die im Kern aus dem 16. Jahrhundert stammen. Die hohen Speichergeschoßen verfügen über faschengegliederte Querluken und Rundbogenöffnungen und rot-weiße Ortsteinmalerei. In der Front zur Salzamtgasse befindet sich ein zugemauertes Spitzbogentor des 15. Jahrhunderts. Das Innere wurde im 19. Jahrhundert und in jüngster Zeit umgebaut. | BDA-Hist.: Q38144408 Status: Bescheid Stand der BDA-Liste: 2025-06-30 Name: Ehem. Salzstadl GstNr.: .161/1                                                                                     |
| ja   | Datei hochladen | Bürgerhaus HERIS-ID: 12850 Objekt-ID: 9009                                                    | Steiner Landstraße 30 Standort KG: Stein                   | Das Doppelgiebelhaus mit Dachspeichergeschoßen stammt im Kern aus dem 15./16. Jahrhundert. An der linken Fassade ist es mit 1695 bezeichnet. Das rechte Portal hat eine barocke Verdachung auf Konsolen aus der Mitte des 18. Jahrhunderts sowie eine gemalte Eckquaderung. Im Erdgeschoß gibt es Kreuzgrat- und Tonnengewölbe, im Obergeschoß ein weiteres Kreuzgratgewölbe mit angeputzten Bändern aus dem 17. Jahrhundert. Der Hof verfügt über Reste von Arkaden auf breiten Kragsteinen aus der ersten Hälfte des 16. Jahrhunderts. | BDA-Hist.: Q38144550 Status: Bescheid Stand der BDA-Liste: 2025-06-30 Name: Bürgerhaus GstNr.: .130/1                                                                                          |
| ja   | Datei hochladen | Bürgerhaus HERIS-ID: 12856 Objekt-ID: 9015                                                    | Steiner Landstraße 36 Standort KG: Stein                   | Das Bürgerhaus in der Steiner Landstraße 36 hat ein Dachspeichergeschoß hinter seiner Blendmauer. Der Baukern geht auf das 16./17. Jahrhundert zurück. Die Innenräume verfügen über Stichkappengewölbe. | BDA-Hist.: Q38144764 Status: Bescheid Stand der BDA-Liste: 2025-06-30 Name: Bürgerhaus GstNr.: .125                                                                                            |
| ja   | Datei hochladen | Bürgerhaus HERIS-ID: 12860 Objekt-ID: 9020                                                    | Steiner Landstraße 41 Standort KG: Stein                   | Das Bürgerhaus in der Steiner Landstraße 41 stammt im Kern aus dem 16. Jahrhundert. Vor seinem Schopfwalmdach erhebt sich eine Blendmauer. Die schlichte Fassadengliederung geht auf das späte 18. Jahrhundert zurück. | BDA-Hist.: Q38144849 Status: Bescheid Stand der BDA-Liste: 2025-06-30 Name: Bürgerhaus GstNr.: .170                                                                                            |
| ja   | Datei hochladen | Kremsmünsterer Hof HERIS-ID: 12864 Objekt-ID: 9024                                            | Steiner Landstraße 45 Standort KG: Stein                   | Der Kremsmünsterer Hof ist ein zweigeschoßiger Bau mit Dachspeichergeschoß und einer Stirnmauer vor seinem Doppelschopfdach. Der Baukern stammt aus dem frühen 17. Jahrhundert, ein Umbau erfolge im 18. Jahrhundert und die die Fassadengestaltung geht auf die Zeit um 1870/1880 zurück. Im Erdgeschoß und im Obergeschoß gibt es Flure mit Tonnen- und Kreuzgratgewölben mit angeputzten Graten. Die Decken verfügen über einfache Stuckspiegel. Der kleine quadratische Hof geht im Obergeschoß ins Achteck über. Zur Donaulände hin ist ein Erker auf barocken Kragsteinen und einem skulpturierten Wappen des Stiftes Kremsmünster zu sehen. | BDA-Hist.: Q38144957 Status: Bescheid Stand der BDA-Liste: 2025-06-30 Name: Kremsmünsterer Hof GstNr.: .172                                                                                    |
| ja   | Datei hochladen | Bürger- und ehem. Geschäftshaus HERIS-ID: 12868 Objekt-ID: 9028                               | Steiner Landstraße 50 Standort KG: Stein                   | Das dreiachsige Haus aus dem 16. Jahrhundert hat vor seinem Schopfwalmdach eine gerade Steinmauer. Seine schlichte Fassade ist mit P.S.K, S. 1677 bezeichnet und verfügt außerdem über eine gemalte Eckquaderung, Kordonbänder und Fensterumrahmungen. Der Flur ist tonnengewölbt. | BDA-Hist.: Q38145258 Status: Bescheid Stand der BDA-Liste: 2025-06-30 Name: Bürger- und ehem. Geschäftshaus GstNr.: .107                                                                       |
| ja   | Datei hochladen | Bürger- und ehem. Geschäftshaus HERIS-ID: 12869 Objekt-ID: 9029                               | Steiner Landstraße 52 Standort KG: Stein                   | Das breit gelagerte Haus ist aus der Zusammenlegung zweier Gebäude entstanden und hat dadurch sieben Achsen. Reste einer Sgraffitogliederung sind mit 1580 bezeichnet. Das Haus verfügt über einen breiten, tonnengewölbten Flur und ein hohes Hinterhaus. | BDA-Hist.: Q38145325 Status: Bescheid Stand der BDA-Liste: 2025-06-30 Name: Bürger- und ehem. Geschäftshaus GstNr.: .105                                                                       |
| ja   | Datei hochladen | Pfarrhof mit Mauern und ehem. Wirtschaftsgebäude HERIS-ID: 12872 Objekt-ID: 9032              | Steiner Landstraße 55 Standort KG: Stein                   | Der Pfarrhof, errichtet 1743 bis 1745 von Simon Manzinger, ist ein sechsachsiger, dreigeschoßiger, stattlicher Bau mit reicher barocker Fassade. Die Erdgeschoßzone ist gebändert. Darüber befindet sich eine Riesenpilasterordnung mit kompositen Kapitellen und eine schmale Attikazone unter einem stark profilierten Traufgesims. Die Fenster haben stuckierte und ornamentale Rahmungen. Es sind Reliefs von Johann Michael Flor zu sehen, die Engelsköpfe, die vier Kirchenväter, die vier Evangelisten sowie die hll. Petrus und Paulus zeigen. Der Flur ist tonnengewölbt. Im Erdgeschoß und im ersten Obergeschoß gibt es einfache Stuckspiegel. Das zweite Obergeschoß verfügt über eine reiche Stuckdecke mit emblematischen Reliefs – ein brennendes Herz, Berg und Knabe, Weihrauch und ein Baum mit Blitzen. Die Fensterlaibungen sind mit ornamentalem Stuck dekoriert. Im Stiegenaufgang befinden sich in mit Stuckleisten umrahmten Feldern barocke Wandmalereien aus der Mitte des 18. Jahrhunderts – eine Gießkanne, eine Illustration zum Korintherbrief sowie drei Störche. Ein eingemauertes Marmorrelief aus der ersten Hälfte des 17. Jahrhunderts sind Jona und der Walfisch dargestellt. | BDA-Hist.: Q38145689 Status: § 2a Stand der BDA-Liste: 2025-06-30 Name: Pfarrhof mit Mauern und ehem. Wirtschaftsgebäude GstNr.: 49, .177                                                      |
| ja   | Datei hochladen | Kath. Pfarrkirche hl. Nikolaus HERIS-ID: 11030 Objekt-ID: 7099                                | bei Steiner Landstraße 55 Standort KG: Stein               | Die in der Mitte der Stadt in einer Ausweitung der Steiner Landstraße am Aufgang zur Frauenbergkirche gelegene Pfarrkirche hl. Nikolaus verfügt über eine spätgotische Staffelhalle aus der zweiten Hälfte des 15. Jahrhunderts, einen gotischen Chor aus der zweiten Hälfte des 14. Jahrhunderts und einen spätgotischen Westturm. Die Kirche ist seit dem 12. Jahrhundert urkundlich nachgewiesen. Sie wurde im 18. Jahrhundert barockisiert und um 1900 regotisiert. | BDA-Hist.: Q22084403 Status: § 2a Stand der BDA-Liste: 2025-06-30 Name: Kath. Pfarrkirche hl. Nikolaus GstNr.: .98 Pfarrkirche Stein an der Donau                                              |
| ja   | Datei hochladen | Grashof und Teil der alten Stadtmauer HERIS-ID: 12875 Objekt-ID: 9035                         | Steiner Landstraße 58 Standort KG: Stein                   | Der sogenannte Grashof außerhalb der Stadtmauer wurde 1470 als Wehrbau erwähnt. Bis 1701 diente er als Rathaus. Das stattliche, vierachsige, dreigeschoßige Haus ist durch ein Doppelschopfdach gedeckt. Die Fassade ist durch eine gemalte Eckquaderung und Fugenmalerei gegliedert. Der Zugang erfolgt durch ein großes, spitzbogiges, spätgotisches Einfahrtstor mit profiliertem Gewände und einem Oberlichtgitter aus dem späten 17. Jahrhundert. Im Erdgeschoß liegt ein großer Einstützraum mit Kreuzgratgewölben, die auf einem Mittelpfeiler ruhen. | BDA-Hist.: Q38145768 Status: Bescheid Stand der BDA-Liste: 2025-06-30 Name: Grashof und Teil der alten Stadtmauer GstNr.: .102, 76/1                                                           |
| ja   | Datei hochladen | Bürgerhaus HERIS-ID: 12876 Objekt-ID: 9036                                                    | Steiner Landstraße 59 Standort KG: Stein                   | | BDA-Hist.: Q38145809 Status: Bescheid Stand der BDA-Liste: 2025-06-30 Name: Bürgerhaus GstNr.: .179/1                                                                                          |
| ja   | Datei hochladen | Bürgerhaus HERIS-ID: 12877 Objekt-ID: 9037                                                    | Steiner Landstraße 60 Standort KG: Stein                   | Der dreigeschoßige Wohnbau mit historistischer Fassade wurde im späten 19. Jahrhundert an der Stelle eines 1874 abgetragenen Torturms errichtet. | BDA-Hist.: Q38145940 Status: Bescheid Stand der BDA-Liste: 2025-06-30 Name: Bürgerhaus GstNr.: .101                                                                                            |
| ja   | Datei hochladen | Bürgerhaus HERIS-ID: 11663 Objekt-ID: 7772                                                    | Steiner Landstraße 63 Standort KG: Stein                   | Das fünfachsige Wohnhaus verfügt über zwei Geschoße und ein Speichergeschoß. Es stammt im Kern aus der ersten Hälfte des 16. Jahrhunderts. Es ist durch ein Doppelschopfdach gedeckt. Die barocke Fassade aus der zweiten Hälfte des 18. Jahrhunderts ist mit Pilastern im Obergeschoß sowie mit rundbogigen Fensterverdachungen und Putzdekor gegliedert. Der Hoftrakt mit Obergeschoßarkaden auf achtseitigen Pfeilern mit Kreuzgratgewölben stammt aus der ersten Hälfte des 16. Jahrhunderts. Im Obergeschoß ist eine schlichte Stuckdecke mit geschweiftem Stuckspiegel zu sehen. | BDA-Hist.: Q38108725 Status: Bescheid Stand der BDA-Liste: 2025-06-30 Name: Bürgerhaus GstNr.: .190                                                                                            |
| ja   | Datei hochladen | Bürgerhaus HERIS-ID: 12881 Objekt-ID: 9041                                                    | Steiner Landstraße 66 Standort KG: Stein                   | Nach teilweisem Abbruch und Sanierung ab 1966 wurde die Fassade des Bürgerhauses in der Steiner Landstraße 66 in Formen des späten 18. Jahrhunderts wiederhergestellt. | BDA-Hist.: Q38146275 Status: Bescheid Stand der BDA-Liste: 2025-06-30 Name: Bürgerhaus GstNr.: .91                                                                                             |
| ja   | Datei hochladen | Bürgerhaus HERIS-ID: 12883 Objekt-ID: 9043                                                    | Steiner Landstraße 68 Standort KG: Stein                   | Das stattliche Bürgerhaus am Rathausplatz stammt im Kern aus dem 15./16. Jahrhundert. Es verfügt über einen barockisierten Straßentrakt und einen tiefen spätgotischen Hofflügel. Die dreigeschoßige und sechsachsige Fassade des 18. Jahrhunderts ist mit einer Attikazone ausgestattet. Das Obergeschoß ist durch Riesenpilaster mit Nabelscheiben und profilierten Fensterumrahmungen im barocken Stil gegliedert. Die Durchfahrt ist breit und tonnengewölbt. Der dreigeschoßige Hoftrakt hat in den zwei unteren Geschoßen Pfeilerarkaden mit einer unregelmäßigen Stichkappentonne. Im Obergeschoß ruhen die Gewölbe auf spätgotischen Achtseitpfeilern; darüber ist eine Holzlaube zu sehen. | BDA-Hist.: Q38146375 Status: Bescheid Stand der BDA-Liste: 2025-06-30 Name: Bürgerhaus GstNr.: .90                                                                                             |
| ja   | Datei hochladen | Eitzingerhof HERIS-ID: 12885 Objekt-ID: 9045                                                  | Steiner Landstraße 72 Standort KG: Stein                   | Der sogenannte Eitzingerhof ist ein stattlicher, dreigeschoßiger, sechsachsiger Bau aus der Mitte des 16. Jahrhunderts, mit einer schlichten Fassadierung durch Eckquaderung, Kordonbänder und Fensterfaschen. Das Hauptgeschoß zeigt gerade, profilierte Fensterverdachungen und Sohlbänke. Ein einachsiger Flacherker ruht auf profilierten Kragsteinen und Segmentbögen. An den Kragsteinen sind ein Wappen der Eitzinger und ein Bindenschild zu sehen. Eine Rundbogennische beherbergt eine barocke Immaculata-Figur aus dem zweiten Viertel des 18. Jahrhunderts. Die Einfahrt verfügt über ein Netzgratgewölbe aus der Bauzeit. Hofseitig gibt es Obergeschoßarkaden auf abgefasten Pfeilern mit einem Kreuzgratgewölbe, bezeichnet mit 1549. Das Innere wurde bei einer Renovierung um 1960 weitgehend umgebaut; aus derselben Zeit stammt auch der Hofflügel. | BDA-Hist.: Q38146445 Status: Bescheid Stand der BDA-Liste: 2025-06-30 Name: Eitzingerhof GstNr.: .88/2                                                                                         |
| ja   | Datei hochladen | Bürgerhaus HERIS-ID: 12886 Objekt-ID: 9046                                                    | Steiner Landstraße 74 Standort KG: Stein                   | Das Bürgerhaus in der Steiner Landstraße 74 hat zwei Geschoße und zusätzlich ein ausgebautes Speichergeschoß. Im Obergeschoß ruht ein einachsiger spätgotischer Flacherker auf reich profilierten Kragsteinen und einem Segmentbogen. Die schlichte Fassade ist im Erdgeschoß durch ein Kastenportal aus der Zeit um 1900 durchbrochen und verfügt über eine Stichkappentonne aus dem 16. Jahrhundert. Das Obergeschoß hat einen kurzen Arkadengang auf abgefasten Pfeilern aus dem 16. Jahrhundert. | BDA-Hist.: Q38146469 Status: Bescheid Stand der BDA-Liste: 2025-06-30 Name: Bürgerhaus GstNr.: .87                                                                                             |
| ja   | Datei hochladen | Bürgerhaus HERIS-ID: 12888 Objekt-ID: 9048                                                    | Steiner Landstraße 75 Standort KG: Stein                   | Das Bürgerhaus in der Steiner Landstraße 75 ist dreiachsig und hat hinter seiner hochgezogenen Fassadenwand ein Speichergeschoß. | BDA-Hist.: Q38146528 Status: Bescheid Stand der BDA-Liste: 2025-06-30 Name: Bürgerhaus GstNr.: .204                                                                                            |
| ja   | Datei hochladen | Großer Passauerhof HERIS-ID: 12889 Objekt-ID: 9049                                            | Steiner Landstraße 76 Standort KG: Stein                   | Der sogenannte Große Passauerhof trat urkundlich ab 1263 als Zehenthof des Bischofs von Passau in Erscheinung. In der zweiten Hälfte des 16. Jahrhunderts wurde er aus drei Einzelobjekten des 15. und 16. Jahrhunderts ausgebaut. Die weitläufige, unregelmäßige Anlage verfügt über ein mächtiges, dreigeschoßiges Vorderhaus, zwei tiefe Hofflügel und ein Hinterhaus. | BDA-Hist.: Q38146613 Status: Bescheid Stand der BDA-Liste: 2025-06-30 Name: Großer Passauerhof GstNr.: .86/2 Großer Passauerhof, Stein                                                         |
| ja   | Datei hochladen | Bürgerhaus HERIS-ID: 12891 Objekt-ID: 9051                                                    | Steiner Landstraße 78 Standort KG: Stein                   | Das Bürgerhaus in der Steiner Landstraße 78 stammt im Kern aus dem 16. Jahrhundert und wurde im 17. Jahrhundert um ein Geschoß erhöht. Es besteht aus ursprünglich zwei Häusern, die unter einem Doppelschopfdach zusammengefasst wurden. Das vorkragende Obergeschoß ruht auf gewellten Kragsteinen und verfügt über eine gemalte Eckquaderung. Die Fenstergewände im Hauptgeschoß sind zum Teil verstäbt. Ihre gekehlten Sohlbänke stammen aus der ersten Hälfte des 16. Jahrhunderts. Der Flur ist durch eine Stichkappentonne gewölbt. | BDA-Hist.: Q38146742 Status: Bescheid Stand der BDA-Liste: 2025-06-30 Name: Bürgerhaus GstNr.: .85                                                                                             |
| ja   | Datei hochladen | Apothekerhof HERIS-ID: 12893 Objekt-ID: 9053                                                  | Steiner Landstraße 80 Standort KG: Stein                   | Der dreigeschoßige Apothekerhof verfügt über ein zusätzliches Attikageschoß und wird durch ein Schopfwalmdach gedeckt. Der Bau erhielt eine Aufstockung im 17. Jahrhundert. Die Fassadengliederung durch Riesenpilaster mit Scheibendekor und ornamentierten Parapetfeldern geht auf das letzte Viertel des 18. Jahrhunderts zurück. An der Hoffront ruht auf gewellten Kragsteinen ein gotischer Erker, dessen Fenster profilierte Steingewände aufweisen. Ein Ecksgraffito ist mit 1555 bezeichnet. An dem Flügel zur Hinteren Fahrstraße ist ein mittelalterliches Bruchsteinmauerwerk mit vermauerten Spitzbogenöffnungen und Rechteckzinnen erhalten. Die Feuermauer zu Haus Nummer 76 ist aus Bruchstein gemauert; darin ist ein gestufter Kragstein des 15. Jahrhunderts zu sehen. Im Inneren gibt es Stichkappentonnen- und Kreuzgratgewölbe. Durch einen Schwibbogen ist der Bau mit Haus Nummer 78 verbunden. | BDA-Hist.: Q38146901 Status: Bescheid Stand der BDA-Liste: 2025-06-30 Name: Apothekerhof GstNr.: .82, .83, .84                                                                                 |
| ja   | Datei hochladen | Bürgerhaus HERIS-ID: 11404 Objekt-ID: 7494                                                    | Steiner Landstraße 81 Standort KG: Stein                   | Das lang gestreckte Bürgerhaus in der Steiner Landstraße 81 verfügt über Fassadenelemente aus der zweiten Hälfte des 18. Jahrhunderts. Der Flur hat ein Stichkappentonnengewölbe aus der zweiten Hälfte des 18. Jahrhunderts. Die Erdgeschoßräume sind tonnengewölbt. | BDA-Hist.: Q38099633 Status: Bescheid Stand der BDA-Liste: 2025-06-30 Name: Bürgerhaus GstNr.: .211/1                                                                                          |
| ja   | Datei hochladen | Einzingerhof HERIS-ID: 12894 Objekt-ID: 9054                                                  | Steiner Landstraße 82 Standort KG: Stein                   | Der Einzingerhof ist im 15./16. Jahrhundert entstanden. Die Fassade ist in barocken Formen ausgeführt. Der Bau hat zwei Geschoße und ein Speichergeschoß. Sein Doppelgiebeldach liegt hinter einer Blendattika mit profiliertem Abschlussgesims. Die fünfachsige Fassade ist im Obergeschoß mit Riesenpilastern und Schabrackenparapeten aus der Zeit um 1770 gegliedert. Die Fenster im Hauptgeschoß verfügen über gerade und rundbogige Verdachungen sowie über Fensterkörbe, deren mittlerer mit 1769 bezeichnet ist. Das Haus ist durch ein spitzbogiges, gekehltes und gestuftes Gewändeportal aus der zweiten Hälfte des 15. Jahrhunderts zugänglich. | BDA-Hist.: Q38147005 Status: Bescheid Stand der BDA-Liste: 2025-06-30 Name: Einzingerhof GstNr.: .81                                                                                           |
| ja   | Datei hochladen | Bürgerhaus, Ehem. Gasthof "Zum goldenen Lamm" HERIS-ID: 12004 Objekt-ID: 8137                 | Steiner Landstraße 83 Standort KG: Stein                   | Der ehemalige Gasthof zum Goldenen Lamm ist ein zweigeschoßiger Bau. Sein Doppelschopfdach wird von einer Blendmauer mit Speicherfenster verdeckt. Das Haus ist durch ein abgefastes Segmentbogenportal mit rundbogiger Umrahmung zugänglich, dessen Keilstein mit 1579 bezeichnet ist. Im Obergeschoß gibt es mehrfach profilierte Fensterrahmungen und gerade Fensterverdachungen. Die Eingangshalle ist durch eine Stichkappentonne gewölbt. Die Hofflügel- und Obergeschoßarkaden haben quadratische Pfeiler mit Kreuzgrat- und Platzlgewölben des 17./18. Jahrhunderts. Ein Stiegenaufgang ruht auf toskanischen Säulen und führt zu einer Türe mit einem profilierten Steingewände des 17. Jahrhunderts. In beiden Geschoßen liegen Räume mit Stichkappengewölbe. Die Halle ist mit Putzgraten sowie mit Muschel- und Sternendekor aus dem späten 16. Jahrhundert ausgestattet. Auch das Hinterhaus stammt aus dem 16. Jahrhundert. Es hat drei Geschoße und über einer Blendmauer ein Doppelschopfdach. Seine Obergeschoßräume sind tonnengewölbt. | BDA-Hist.: Q38119526 Status: Bescheid Stand der BDA-Liste: 2025-06-30 Name: Bürgerhaus, Ehem. Gasthof "Zum goldenen Lamm" GstNr.: .213/2                                                       |
| ja   | Datei hochladen | Piwetz-Haus, ehem. Landesfürstliches Mauthaus HERIS-ID: 12895 Objekt-ID: 9055                 | Steiner Landstraße 84 Standort KG: Stein                   | Das ehemals kaiserliche, landesfürstliche Mauthaus – das sogenannte Piwetzhaus – wurde 1536 unter Einbeziehung älterer Teile erbaut. Der repräsentative, dreigeschoßige und vierachsige Bau verfügt über einen geschwungenen, in der Mitte geknickten Blendgiebel über der Attikamauer, die sich vor dem Schopfwalmdach erhebt. Seitlich sind eingerollte Porträtmedaillons von König Ferdinand I. und Königin Anna zu sehen. Die Fassade hat glatte Wandflächen und reichen plastischen Dekor an den Fensterumrahmungen. Die rechte Portalachse ist breiter und mit größeren Fenstern ausgestattet. Je eine Fensterachse liegt seitlich eines zweigeschoßigen Flacherkers, der sich über zum Teil ergänzten balusterartigen Kandelabersäulen erhebt. Im Erdgeschoß ist das Haus durch ein von Gesimsen mit Blattstab unterteiltes Rundbogenportal zugänglich, das im Keilstein mit 1579 bezeichnet ist. Das mittlere Gewändeportal ist mit Grotesken, Kandelabern und vegetabilem Dekor ausgeführt. Darüber ist eine rundbogig gerahmte Oberlichte angebracht. | BDA-Hist.: Q38147115 Status: Bescheid Stand der BDA-Liste: 2025-06-30 Name: Piwetz-Haus, ehem. Landesfürstliches Mauthaus GstNr.: .80                                                          |
| ja   | Datei hochladen | Bürgerhaus HERIS-ID: 12896 Objekt-ID: 9056                                                    | Steiner Landstraße 85 Standort KG: Stein                   | Die tiefe, dreiachsige Hausanlage in der Steiner Landstraße 85 verfügt über eine Fassade mit Ortsteinmalerei. Im Obergeschoß sind die Fenster mit mehrfach profilierten Steingewänden des 16. Jahrhunderts ausgestattet. Am Hofflügel und am Hinterhaus, das im Kern aus dem 15. Jahrhundert stammt, sind zum Teil abgemauerte Rundbogenarkaden aus dem frühen 17. Jahrhundert und ein hoher geböschter Rauchfang sehen. Innen gibt es Tonnengewölbe und Stichkappen, im Obergeschoß Kreuzgratgewölbe. Zur Donaulände hin führt ein tonnengewölbter Flur. | BDA-Hist.: Q38147285 Status: Bescheid Stand der BDA-Liste: 2025-06-30 Name: Bürgerhaus GstNr.: .214                                                                                            |
| ja   | Datei hochladen | Bürgerhaus HERIS-ID: 12897 Objekt-ID: 9057                                                    | Steiner Landstraße 86 Standort KG: Stein                   | Das dreiachsige Bürgerhaus in der Steiner Landstraße 86 hat vor dem Speichergeschoß eine Blendmauer. | BDA-Hist.: Q38147428 Status: Bescheid Stand der BDA-Liste: 2025-06-30 Name: Bürgerhaus GstNr.: .76                                                                                             |
| ja   | Datei hochladen | Wohn- und Geschäftshaus HERIS-ID: 12898 Objekt-ID: 9058                                       | Steiner Landstraße 87 Standort KG: Stein                   | Das Eckhaus in der Steiner Landstraße 87 hat eine sechsachsige Fassade aus dem zweiten Vierte des 18. Jahrhunderts – im Erdgeschoß eine Putzbänderung, im Obergeschoß eine Gliederung durch Lisenen und geschwungene Parapete sowie profilierte Fensterumrahmungen mit verschieden gestalteten Bekrönungen und gestaffelten Keilsteinen. Im Erdgeschoß liegen tonnengewölbte Räume mit Stichkappen. Der Stiegenaufgang hat seichte Platzl- und Kreuzgratgewölbe. Im Obergeschoß gibt es Stuckdekoration aus der Mitte des 18. Jahrhunderts. Im Lichthof ist ein Balkon mit Gusseisengitter aus dem späten 19. Jahrhundert zu sehen. | BDA-Hist.: Q38147595 Status: Bescheid Stand der BDA-Liste: 2025-06-30 Name: Wohn- und Geschäftshaus GstNr.: .215                                                                               |
| ja   | Datei hochladen | Holzingerhof, ehem. Brauhaus HERIS-ID: 12899 Objekt-ID: 9059                                  | Steiner Landstraße 88 Standort KG: Stein                   | Das ehemalige Brauhaus wurde 1608 durch Christoph Holzinger erworben. Es ist durch ein Rundbogenportal mit Diamantquaderung zugänglich, das oben von einem Keilstein mit einem skulpturierten und polychromierten Wappen der Familie Holzinger abgeschlossen wird, das mit 1609 bezeichnet ist. Sein schmiedeeisernes Oberlichtgitter trägt die Jahreszahl 1787. Die Türflügel sind aufgedoppelt. Das Obergeschoß ist durch Steingewändefenster aus dem frühen 17. Jahrhundert geöffnet. Eine tonnengewölbte Einfahrt führt zur Erdgeschoßhalle. Diese wurde ebenfalls Anfang des 17. Jahrhunderts geschaffen und wird von einem Mittelpfeiler gestützt. Der Hofflügel hat einen vierachsigen Arkadengang über Segmentbogennischen aus der Zeit um 1600. Das Haus verfügt außerdem über gekuppelte Rundbogenfenster, die möglicherweise auf das 13. Jahrhundert zurückgehen. Südseitig liegt ein Obergeschoßgang mit gerauteten Brüstungspfeilern. Am Hinterhaus sind Fragmente von Wandmalereien zu sehen, die im 15./16. Jahrhundert geschaffen wurden sowie eine gemalte Eckquaderung. | BDA-Hist.: Q38147804 Status: Bescheid Stand der BDA-Liste: 2025-06-30 Name: Holzingerhof, ehem. Brauhaus GstNr.: .75                                                                           |
| ja   | Datei hochladen | Holzingerhaus HERIS-ID: 12900 Objekt-ID: 9060                                                 | Steiner Landstraße 90 Standort KG: Stein                   | Das Holzingerhaus wurde 1595–1599 von Christoph Holzinger erbaut. Die dreigeschoßige und dreiachsige Front ist mit einer hohen gequaderten Blendattika vor dem Schopfwalm ausgestattet. Die Fassade hat an den Seiten Putzlisenen und verfügt unter anderem über ein architraviertes Steingewändefenster sowie über ein kleines abgemauertes gotisches Fenster. Das Portal ist rundbogig und hat im Gewände Rankenfelder. Der Keilstein trägt Holzingers Wappen und ist mit „1599 C H V L“ bezeichnet. Darüber ist die Relieffigur eines Ritters mit Kelch zu sehen; seitlich und auf den Schenkeln des Bogens ein Greif und ein Löwe. Das Oberlichtgitter wurde Mitte des 18. Jahrhunderts angefertigt. | BDA-Hist.: Q38147903 Status: Bescheid Stand der BDA-Liste: 2025-06-30 Name: Holzingerhaus GstNr.: .74 Holzingerhaus                                                                            |
| ja   | Datei hochladen | Grüne Burg, Karlingerhof HERIS-ID: 12901 Objekt-ID: 9061                                      | Steiner Landstraße 92 Standort KG: Stein                   | Die sogenannte Grüne Burg – auch als Karlingerhof bekannt – ist eine Hausanlage des 15./16. Jahrhunderts. 1407 ging sie als Mautstätte an Herzog Albrecht und gelangte im 16. Jahrhundert in den Besitz der Familie Karlinger. Der geknickte Straßentrakt liegt an der Gabelung zur Anton-Ebentheuer-Gasse. Das Haus verfügt über zwei Geschoße und ein Speichergeschoß sowie über ein Doppelschopfdach hinter einer Blendmauer, die mit 1536 bezeichnet ist. Der Bau hat ein genutets rundbogiges Trichterportal, dessen skulpturierter Keilstein einen geflügelten Löwen zeigt und mit 1583 bezeichnet ist. Die Inschrift „W C“ bezieht sich auf Wolfgang Carlinger. Torblätter und Oberlichtgitter stammen aus dem späten 18. Jahrhundert. | BDA-Hist.: Q38147988 Status: Bescheid Stand der BDA-Liste: 2025-06-30 Name: Grüne Burg, Karlingerhof GstNr.: .73                                                                               |
| ja   | Datei hochladen | Bürgerhaus HERIS-ID: 12902 Objekt-ID: 9062                                                    | Steiner Landstraße 94 Standort KG: Stein                   | Das Haus in der Steiner Landstraße 94 hat einen Baukern aus dem 16. Jahrhundert. Es entstand aus ursprünglich zwei Gebäuden, die durch eine hochgezogene Giebelmauer zusammengefasst wurden und durch ein Doppelwalmdach gedeckt sind. Die Fassade wurde um 1715 mit Eckquaderung und einem Kordonband gestaltet. Im Obergeschoß befinden sich Steingewändefenster aus dem 17. Jahrhundert. Die Erdgeschoßräume sind durch Stichkappentonnen des 16./17. Jahrhunderts gewölbt. Das ehemalige Hinterhaus hat einen hohen Doppelgiebel und eine angebaute offene Hufschmiede aus der Mitte des 19. Jahrhunderts, in Holzständerbauweise ausgeführt, mit Zahnschnittprofil an den gebauchten Ständern und Kerbschnittgesims. | BDA-Hist.: Q38148012 Status: Bescheid Stand der BDA-Liste: 2025-06-30 Name: Bürgerhaus GstNr.: .69/1                                                                                           |
| ja   | Datei hochladen | Bürgerhaus HERIS-ID: 12907 Objekt-ID: 9067                                                    | Steiner Landstraße 100 Standort KG: Stein                  | Das Bürgerhaus in der Steiner Landstraße 100 stammt im Kern aus dem 16. Jahrhundert und wurde im 18. Jahrhundert umgebaut. Das Steinportal ist mit „Matthias Milner 1722“ bezeichnet. Im Obergeschoß gibt es gekehlte Sohlbänke aus dem 16. Jahrhundert sowie eine Ortsteinquaderung. Türflügel und Oberlichte wurden um 1820/1830 angefertigt. Die Einfahrt ist durch eine Tonne mit Stichkappen gewölbt. | BDA-Hist.: Q38148284 Status: Bescheid Stand der BDA-Liste: 2025-06-30 Name: Bürgerhaus GstNr.: .16/2                                                                                           |
| ja   | Datei hochladen | Bürgerhaus HERIS-ID: 12909 Objekt-ID: 9069                                                    | Steiner Landstraße 102 Standort KG: Stein                  | Das Bürgerhaus in der Steiner Landstraße 102 stammt aus dem letzten Viertel des 18. Jahrhunderts. Seine frühklassizistische Fassade wurde in der Art des Johann Michael Ehmann ausgeführt. Sie weist eine Doppelpilastergliederung in beiden Geschoßen auf und wird von einem Dachgiebel bekrönt. Dieser ist mit einer gemalten Allegorie ausgestattet (Chronos, Veritas und Juventas), die der Schule des Martin Johann Schmidt zugeordnet wird und im späten 18. Jahrhundert angefertigt wurde. Im Erdgeschoß gibt es eine Putzbänderung, Flachbogenportale mit originalen Türblättern und schmiedeeisernen Oberlichtgittern sowie Schuppen- und Fensterdekor an den Pilastern. Im Obergeschoß ist Feston- und Kranzdekor zu sehen sowie dreieckige und runde Giebelbekrönungen an den Fenstern. Am Hofobergeschoß befinden sich profilierte Fenstergewände sowie eine Fassadengliederung durch Lisenen. | BDA-Hist.: Q38148408 Status: Bescheid Stand der BDA-Liste: 2025-06-30 Name: Bürgerhaus GstNr.: .15                                                                                             |
| ja   | Datei hochladen | Bürgerhaus HERIS-ID: 12911seit 2021                                                           | Steiner Landstraße 104 Standort KG: Stein                  | Das Bürgerhaus in der Steiner Landstraße 104 stammt im Kern aus dem 15. Jahrhundert und hat bergseitig einen spätgotischen Keller. | BDA-Hist.: Q107545367 Status: Bescheid Stand der BDA-Liste: 2025-06-30 Name: Bürgerhaus GstNr.: .15                                                                                            |
| ja   | Datei hochladen | Bürgerhaus HERIS-ID: 12912 Objekt-ID: 9072                                                    | Steiner Landstraße 105 Standort KG: Stein                  | Das Bürgerhaus in der Steiner Landstraße 105 wurde in der zweiten Hälfte des 16. Jahrhunderts errichtet. Es hat ein Walmdach und eine Schildmauer mit Rundluken. Sein Flacherker ruht auf geschwungenen Kragsteinen. Durch ein Steingewändeportal ist der Bau zugänglich. Zur Donaulände hin verfügt das Gebäude über ein Schopfwalmdach, ein genutetes Erdgeschoß und Lisenen im Obergeschoß. | BDA-Hist.: Q38148543 Status: Bescheid Stand der BDA-Liste: 2025-06-30 Name: Bürgerhaus GstNr.: .224                                                                                            |
| ja   | Datei hochladen | Bürgerhaus HERIS-ID: 12913 Objekt-ID: 9073                                                    | Steiner Landstraße 106 Standort KG: Stein                  | Das Bürgerhaus in der Steiner Landstraße 106 verfügt über zwei Geschoße und ein Dachspeichergeschoß. Am Hinterhaus sind Spitzbogenarkaden des 15./16. Jahrhunderts zu sehen. Außerdem liegen dort Räume mit Kreuzgratgewölben. Ein abgemauertes Schulterbogenportal stammt aus dem 15. Jahrhundert. | BDA-Hist.: Q38148586 Status: Bescheid Stand der BDA-Liste: 2025-06-30 Name: Bürgerhaus GstNr.: .13                                                                                             |
| ja   | Datei hochladen | Bürgerhaus HERIS-ID: 12915 Objekt-ID: 9075                                                    | Steiner Landstraße 108 Standort KG: Stein                  | Das Bürgerhaus in der Steiner Landstraße 108 verfügt über ein vierachsiges Obergeschoß über geschwungenen Kragsteinen einer Unterwölbung durch Segmentbögen. An den Konsolen sind Bäckerembleme und die Jahreszahl 1500 zu sehen. Das Haus hat verstäbte Fenstergewände des 16. Jahrhunderts sowie eine erneuerte, gemalte Eckquaderung. Das Rundbogenportal ist mit einer Oberlichte ausgestattet. Der Flur verfügt über ein Tonnengewölbe und Stichkappen aus dem 16. Jahrhundert. Im Hof liegt ein Arkadengang aus dem 17. Jahrhundert. Der Wirtschaftsteil hat ein Spitzbogenportal und eine hölzerne Balkendecke. | BDA-Hist.: Q38148651 Status: Bescheid Stand der BDA-Liste: 2025-06-30 Name: Bürgerhaus GstNr.: .12                                                                                             |
| ja   | Datei hochladen | Stadtturm, Linzer Tor HERIS-ID: 245248seit 2023                                               | bei Steiner Landstraße 117 Standort KG: Stein              | | BDA-Hist.: Q105412300 Status: § 2a Stand der BDA-Liste: 2025-06-30 Name: Stadtturm, Linzer Tor GstNr.: .4 Linzer Tor, Stein an der Donau                                                       |
| ja   | Datei hochladen | Bürgerhaus, Wohnhaus des Martin Johann Schmidt HERIS-ID: 12925 Objekt-ID: 9085                | Steiner Landstraße 122 Standort KG: Stein                  | Das Gebäude in der Steiner Landstraße 122 diente ab 1756 als Wohnhaus des Malers Martin Johann Schmidt. Die sechsachsige Fassade wurde im dritten Viertel des 18. Jahrhunderts gestaltet. Sie ist im Hauptgeschoß durch Pilaster gegliedert. Über den beiden zentralen Achsen erhebt sich ein Mittelgiebel. Das Erdgeschoß ist genutet. | BDA-Hist.: Q38148818 Status: Bescheid Stand der BDA-Liste: 2025-06-30 Name: Bürgerhaus, Wohnhaus des Martin Johann Schmidt GstNr.: .5, 42 Stein Landstraße 122                                 |
| ja   | Datei hochladen | ehem. Hauptschule, Danube Private University HERIS-ID: 50655 Objekt-ID: 55826                 | Steiner Landstraße 124 Standort KG: Stein                  | Das Gebäude der heutigen Danube Private University wurde 1898 außerhalb der Stadtmauer von Josef Utz d. J. als Hauptschule errichtet. Es verfügt über zwei Geschoße und eine späthistoristische Fassade. Anmerkung: | BDA-Hist.: Q1165104 Status: § 2a Stand der BDA-Liste: 2025-06-30 Name: Ehem. Hauptschule, Danube Private University GstNr.: 1423/3                                                             |
| ja   | Datei hochladen | Ehemaliges Brückenmeisterhaus HERIS-ID: 34289 Objekt-ID: 32473                                | Steiner Landstraße 128 Standort KG: Stein                  | Das ehemalige Brückenmeisterhaus in der Steiner Landstraße 128 ist ein zweigeschoßiges Wohnhaus des frühen 19. Jahrhunderts mit übergiebelten Mittelachsen und eingeschoßigen Flügeln. | BDA-Hist.: Q37957168 Status: Bescheid Stand der BDA-Liste: 2025-06-30 Name: Ehemaliges Brückenmeisterhaus GstNr.: .1, .2                                                                       |
| ja   | Datei hochladen | Figur hl. Johannes Nepomuk HERIS-ID: 64711 Objekt-ID: 77454                                   | gegenüber Steiner Landstraße 128 Standort KG: Stein        | In der Nähe der Donaubrücke Stein-Mautern steht die gefasste Figur des hl. Johannes Nepomuk, sie stammt vermutlich vom Ende des 19. Jahrhunderts. Die Einhausung trägt ein Mosaik, das an die Holzbrücke erinnert, die hier von 1463–1895 die Donau überquerte. | BDA-Hist.: Q38107941 Status: § 2a Stand der BDA-Liste: 2025-06-30 Name: Figur hl. Johannes Nepomuk GstNr.: .418                                                                                |
| ja   | Datei hochladen | Kapuzinerkloster, ehem. Kloster Und HERIS-ID: 10974 Objekt-ID: 7043                           | Undstraße 6 Standort KG: Stein                             | Das Kloster Und war ein Kapuzinerkloster und Marienwallfahrtsort der Gegenreformationszeit. Es bestand von 1614 bis 1796. Das Gebäude wird heute als Veranstaltungszentrum, Restaurant und Weinkolleg genutzt. | BDA-Hist.: Q1776185 Status: Bescheid Stand der BDA-Liste: 2025-06-30 Name: Kapuzinerkloster, ehem. Kloster Und GstNr.: .248/1 Kloster Und                                                      |
| ja   | Datei hochladen | Bürgerhaus HERIS-ID: 12938 Objekt-ID: 9098                                                    | Wassergasse 1 Standort KG: Stein                           | Das Bürgerhaus in der Wassergasse 1 bestand ursprünglich aus zwei Trakten mit einem Baukern aus dem 16. Jahrhundert, die später verbunden wurden. An der Front zur Donaulände ist eine ornamentale Sgraffitomalerei aus der zweiten Hälfte des 16. Jahrhunderts erhalten. | BDA-Hist.: Q38149064 Status: Bescheid Stand der BDA-Liste: 2025-06-30 Name: Bürgerhaus GstNr.: .160                                                                                            |
| ja   | Datei hochladen | Abschnitte der Stadtmauer (Öffentliches Gut) HERIS-ID: 67634 Objekt-ID: 80608                 | Standort KG: Stein                                         | Die Stadtmauer von Stein geht in Teilen auf das 13. Jahrhundert zurück. Nach ihrem Ausbau um 1480 reichte sie vom Brückentor über die landesfürstliche Burg bis hin zum Reisperbachgraben und dann weiter über das Plumpertor zum Eckturm beim Göttweigerhof. Von dort aus verlief sie beiderseits des Kremser Tors zur Donau. Anmerkung: Unter diesem Eintrag waren bis 2022 auch die Stadttore bzw. Tortürme Kremser Tor und Linzer Tor sowie der Fischerturm am Schürerplatz subsumiert. | BDA-Hist.: Q38117294 Status: § 2a Stand der BDA-Liste: 2025-06-30 Name: Abschnitte der Stadtmauer (Öffentliches Gut) GstNr.: 6, 84, 93/1, .234/1, .234/4, 1445 Stadtmauern Stein an der Donau  |
| ja   | Datei hochladen | Straßenbrücke, Donaubrücke HERIS-ID: 64704 Objekt-ID: 77446                                   | Standort KG: Stein                                         | Die Mauterner Brücke ist eine 1895 errichtete Stahlfachwerkbrücke. Sie verbindet die beiden Gemeinden Mautern und Krems. | BDA-Hist.: Q1911839 Status: § 2a Stand der BDA-Liste: 2025-06-30 Name: Straßenbrücke, Donaubrücke GstNr.: 1489/1 Mauterner Donaubrücke                                                         |

## Ehemalige Denkmäler
| Foto |                 | Denkmal                                                                                | Standort                                    | Beschreibung | Metadaten |
| ---- | --------------- | -------------------------------------------------------------------------------------- | ------------------------------------------- | --- | --- |
| ja   | Datei hochladen | Strafvollzugsanstalt, ehemalige Klosterkirche HERIS-ID: 34288 Objekt-ID: 32444bis 2020 | bei Steiner Landstraße 4 Standort KG: Stein | Die Kirche der Justizvollzugsanstalt Stein, siehe entsprechenden Eintrag Anmerkung: Kein Abgang, sondern andere Fassung des Schutzobjekts: im Eintrag der Justizanstalt enthalten, wird aber nicht mehr als eigenes Objekt ausgewiesen | BDA-Hist.: Q29569210 Status: Bescheid Stand der BDA-Liste: 2020-02-29 Name: Strafvollzugsanstalt Stein GstNr.: .254 Alte Klosterkirche, Justizanstalt Stein |